# 55399 Jasonsoderblom
55399 Jasonsoderblom è un asteroide della fascia principale. Scoperto nel 2001, presenta un'orbita caratterizzata da un semiasse maggiore pari a 2,693744 UA e da un'eccentricità di 0,117739, inclinata di 14,136407° rispetto all'eclittica.